# Курилівка (гміна)
Гміна Курилівка (ґміна Курилувка, пол. Gmina Kuryłówka) — сільська гміна у східній Польщі. Належить до Лежайського повіту Підкарпатського воєводства.
Станом на 31 грудня 2011 у гміні проживало 5733 особи.

## Територія
Згідно з даними за 2007 рік площа гміни становила 141.25 км², у тому числі:
- орні землі: 54.00%
- ліси: 38.00%

Таким чином, площа гміни становить 24.23% площі повіту.

## Населення
Станом на 31 грудня 2011:
| Опис     | Загалом | Загалом | Чоловіки | Чоловіки | Жінки | Жінки |
| -------- | ------- | ------- | -------- | -------- | ----- | ----- |
| одиниця  | осіб    | %       | осіб     | %        | осіб  | %     |
| все      | 5733    | 100     | 2897     | 50.53    | 2836  | 49.47 |
| міське   | 0       | 100     | 0        |          | 0     |       |
| сільське | 5733    | 100     | 2897     | 50.53    | 2836  | 49.47 |

## Солтиства
Бриська Воля, Дубровиця, Яструбець, Кольонія Польска, Кульно, Курилівка, Ожанна, Слобода, Тарнавєц, Вілька Ламана.

## Історія
1 серпня 1934 р. було створено об'єднану сільську гміну Курилівка у Ланьцутському повіті Львівського воєводства. До неї увійшли сільські громади: Бриська Воля, Вілька Ламана, Дорнбах, Жухів, Курилівка, Ожанна, Прихоєць, Сідлянка, Старе Місто, Слобода, Яструбець.

29 жовтня 1947 р. Сідлянка була виключена з району гміну та включена до міста Лежайськ.

## Сусідні гміни
Гміна Курилівка межує з такими гмінами: Адамівка, Біща, Кшешув, Лежайськ, Лежайськ, Поток-Ґурни, Тарногород.